# Carpiscula
Carpiscula is een geslacht van weekdieren uit de klasse van de Gastropoda (slakken).

## Soorten
- Carpiscula bullata (G. B. Sowerby II in A. Adams & Reeve, 1848)
- Carpiscula galearis Cate, 1973
- Carpiscula procera Fehse, 2009
- Carpiscula virginiae Lorenz & Fehse, 2009